# Viamonte
Viamonte är en ort i Argentina.   Den ligger i provinsen Córdoba, i den centrala delen av landet, 400 km väster om huvudstaden Buenos Aires. Viamonte ligger 131 meter över havet och antalet invånare är 1 598.
Terrängen runt Viamonte är mycket platt. Runt Viamonte är det glesbefolkat, med 9 invånare per kvadratkilometer..
Trakten runt Viamonte består till största delen av jordbruksmark.